# معدن

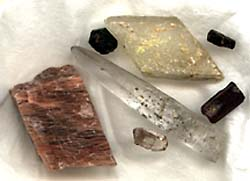
مجموعة معادن.

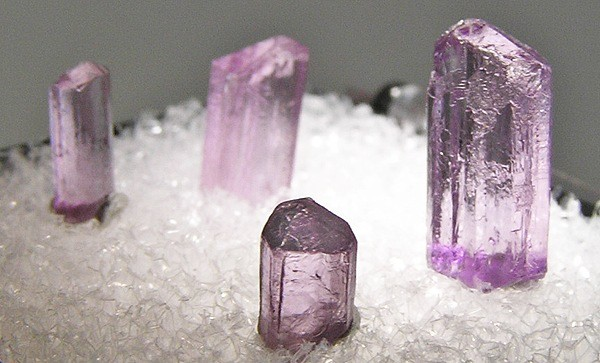
مجموعة معادن.

المعدِن (يسمى في بعض الدول العربية بالفِلِزّ) مركب صُلْب، طبيعي، من العمليات الجيولوجية. ولا تعود الكلمة على المركب الكيميائي فقط، ولكن على البناء المعدني أيضاً. تتغاير المعادن في التركيب من عناصر نقية وأملاح بسيطة، إلى سليكات غاية في التعقيد بآلاف التكوينات المعروفة. والعلم الذي يدرس المعادن يسمي علم المعادن، وقد صنف كارولوس لينيوس (1707–1778) المعادن على أنها مملكة في العالم الطبيعي بالإضافة إلى الحيوانات، النباتات. معدن أو عدة معادن تبني سويةً الصخر.

## التعريف
المعادن مواد صلبة متجانسة غير عضوية، تحدث طبيعياً، ولها بناء بلوري محدد وتركيب كيميائي معين. وفي عام 1995 وضعت منظمة المعادن العالمية تعريفاً آخر يقول أن
«المعدن هو عبارة عن عنصر أو مركب كيميائي كريستالي بطبيعته متكون كناتج عمليات جيولوجية». المعادن لها خواصها الفيزيائية المحددة التي تعد ثابتة لكل معدن.
المعادن هي مواد تتكون في الطبيعة نتيجة بعض العمليات الجيولوجية، وتمتلكُ بناءً بلورياً وتركيباً كيميائياً خاصاً، وتُعتبر مواداً صلبة متجانسة غير عضوية، وتصنف المعادن حسب التركيب الكيميائي إلى معادن عنصرية، وكبريتيدات، وأكاسيد، وهاليدات، وفوسفات، وكربونات، وكبريتات، وسيلكات. كيف تتكوّن المعادن النشاط الناري: تتمّ عملية التبلور فيه من خلال السائل الانصهاري، حيثُ تبدأ المعادن بالتشكل بعد تبريد هذا السائل، أو من خلال التبلور من المحاليل الحارّة. عمليات الترسيب: يتمّ التبلور فيها من خلال ترسيب المركبات الملحية لمياه البحار والمحيطات، ويتمّ هذا الترسيب نتيجة تبخرِ الماء، وقد تكون على شكل خامات معدنية رسوبية. عمليات التحوّل: قد تتكون المعادن نتيجة تعرضها لتأثير عوامل مختلفة وهي الحرارة والضغط وبخار الماء والتفاعلات الكيماوية للمحاليل، ومن الأمثلة على المعادن التي تتكوّن نتيجة عوامل التحويل الجرافيت الذي يتكوّن من الفحم. الخصائص العامّة للمعدن تتكوّن في الطبيعة تلقائياً، من دونِ أيِّ تدخّلٍ من الإنسان. الصلابة أو القساوة وهي تعبّر عن قدرة المعدن على خدش معدن أخر أم لا. مواد نقية لها مكونات كيميائية محددة ولها شكل بلوري حيث إنَّ ذراتهُ مرتبة في الأبعاد الثلاثية بشكلٍ هندسيٍ منتظم ومتكرّر. تتمّيز بعض المعادن بامتلاكها ألواناً مميزة. الخصائص الفيزيائية للمعادن مظهر البلورة: هو شكل البلورة الخارجي والذي بدورهِ يقوم بعكسِ الترتيب الداخلي للذرات المكوّنة لها. اللون: يمكن تمييز عدد محدّد من المعادن التي تمتلك ألوان مميزة مثل الأخضر أو الأصفر، ونراه بالعين المجردة على السطح الخارجي للمعدن. الحكاكة: بعد القيام بحكّ المعدن بواسطة لوح الحكاكة ينتج مسحوق معين بلون معين، وتُعبر الحكاكة عن لون مسحوق المعدن بعد عملية الحك، ويستخدم لتمييز المعادن المتشابهة في اللون. القساوة: وهي خاصيّة تُعبر عن مقاومة المعدن للخدش ويمكن تحديدها من خلال استخدام معدن معلوم القساوة وخدشه به. اللمعان: ويعبر عن مدى لمعان سطح المعدن من خلال شدة الضوء المنعكس من سطحه، ويكون إمّا لمعان فلزي، أو لمعان شبه فلزي، أو لمعان لا فلزي. الشفافية: وتعبر عن قدرة المعدن على تمرير الضوء من خلاله، وتقسم المعادن بناءً على ذلك إلى معدن مُعتم ومعدن شبه شفاف ومعدن شفاف. الوزن النوعي: ويعبر هذا المصلح عن كثافة المعدن بالنسبة لكثافة الماء. الانفصام: هو قابلية المعدن للتشقق، ويحدث هذا التشقق على الأسطح ذات الروابط الكيميائية الضعيفة، وغالباً ما تتم عملية الانفصام للمعادن في عدد من مستويات الانفصام.

## الخواص الطبيعية للمعادن

### خواص بصرية
- اللون: ثابتة اللون – متغيرة اللون. فعالية المعدن لعكس أو امتصاص الضوء الأبيض. تعد هذه الخاصية من أضعف المعايير المستخدمة لتحديد المعدن بسبب تأثر اللون بالملوثات، إزعاجات في بريق البلورة أو سماكة العينة حيث تكون العينة الرقيقة أفتح. على سبيل المثال يمكن للمرو والكالسيت أن يأتيا بالألوان أخضر، أصفر، أحمر، بني، أزرق، أبيض وصافٍ. الكبريت يأتي دائماً بلون أصفر والبيريت يأتي بلون النحاس الأصفر.
- الخدش: لون مسحوق المعدن
- الشفافية: شبه شفافة، أو معتمة
- بريق: قدرة المعدن على عكس الأشعة الضوئية الساقطة عليه.
  - بريق فلزي: الذهب
  - بريق لافلزي: ماسي، زجاجي (الكوارتز)، صمغي (كبريت)، لؤلؤي (التلك)، حريري (الأسبستوس، الجبس)، ترابي (بوكسيت).

### خواص تماسكية
- البناء الكريستالي:

يتبلور المعدن بحسب نظام بنائي خاص. عندما يمتلك المعدن القدرة على أن يُبنى ببطء شديد يمكن لبُنيته أن تُرى بالعين المجردة. هناك سبعة أنظمة بلورية: نظام بلوري ثلاثي الميل، نظام بلوري أحادي الميل، نظام بلوري معيني قائم، نظام بلوري سداسي، نظام بلوري ثلاثي، نظام بلوري رباعي ونظام بلوري مكعب، معدودة بتزايد التناظر.
- قابلية الشطر:

وهي نزعة المعدن للقطع على طول سطح أو زوايا خاصة بسبب الضعف في البناء الكريستالي. يمكن أن تكون رؤية شطر عند بعض عينات المعادن صعبة جداً، على الرغم من أنه ينبغي على المعدن أن يظهره. وبالتالي يمكن استخدام قابلية الشطر عند العينة من أجل استثناء المعادن التي تفتقد قابلية الشطر. من السهل خلط مفهومي قابلية الشطر مع البناء الكريستالي. تمتلك بعض المعادن الخاصيتين، مثل الهاليت، الكالسيت والفلوريت. هناك معادن تمتلك فقط خاصية قابلية الشطر مثل الميكا، ومعادن أخرى تمتلك فقط خاصية البناء البلوري مثل المرو. تُقطع المعادن بخاصية قابلية الشطر دائماً بنفس الزوايا، أما المعادن ذات البناء البلوري تقطع باتجاهات غير منتظمة.
- الصلادة: هي المقاومة التي يبديها المعدن للخدش، وتتبع مقياس موهس للصلابة: تالك، جص، كالسيت، فلوريت، أباتيت، فلدسبار، كوارتز، توباز، كوروند، ألماس.
- الانخلاع (التشقق): قابلية المعدن للانخلاع عند مستويات منتظمة (مستويات الانخلاع) ومتوازية عند طرقها طرقا خفيفا، وتقسم إلى انخلاع واضح- في اتجاه أو أكثر- وانخلاع غير واضح.
- الانفصال: تفتت أو تكسر المعدن نتيجة عوامل خارجية
- سطح الكسر: شكل سطح المعدن عند كسره صناعيا في اتجاهات غير تلك التي ينفصم عندها. يمكن لسطح الكسر أن يستخدم من أجل تحديد المعادن التي تفتقد أو تمتلك قابلية شطر ضعيفة. سطح الكسر يمكن أن يكون بشكل بلح البحر (سطح كسر منحنٍ دائماً)، بشكل تحطّم، بشكل خيطي أو بشكل أملس.
- الطروقية وقابلية السحب: إمكانية تشكيل المعدن.
- الوزن النوعي.
- الخواص الحسية: الرائحة، المذاق، الملمس.

### خواص أخرى
- - الإشعاع الذري
  - المغناطيسية
  - الكهربائية
  - درجة حرارة الانصهار

## التصنيف الكيميائي للمعادن
1. السيليكات: العائلات السيليكاتية: مايكا: مسكوفيت، بيوتيت، فلسبارات: ارثوكليز، بلاجيوكيز، امفيبول، بايروكسين، اوليفين، كوارتز.
2. الكربونات: كالسيت، دولوميت، ملاكيت.
3. فوسفات: اباتيت.
4. الاكاسيد: هيماتيت، ماغنيتيت.
5. الكبريتيدات: غالينا، بيريت.
6. الكبريتات: الجبس والباريت وانهيدريت.
7. الهاليدات: هاليت، فلوريت.
8. المعادن الاحادية: ذهب، فضه، كبريت، غرافيت، ماس.

## نشأة المعادن
تتكون المعادن في الطبيعة نتيجة للعمليات التالية:
- النشاط الناري
  - التبلور من السائل الصهاري
  - التبلور من المحاليل الحارة
- عمليات الترسيب
  - التبلور من المركبات الملحية لمياه البحار والمحيطات
  - تكون بعض المعادن في صورة خامات معدنية رسوبية لمنشأة
- عمليات التحول
  - تكون معادن جديدة بتأثير عوامل التحول مثل الجرافيت(من الفحم)
  - التكون بتركيز الغازات قرب فوهات البراكين